# Moraea balundana
Moraea balundana är en irisväxtart som beskrevs av Peter Goldblatt. Moraea balundana ingår i släktet Moraea och familjen irisväxter. Inga underarter finns listade i Catalogue of Life.